# Sidse Babett Knudsen
Sidse Babett Knudsen (Copenhague, 22 de noviembre de 1968) es una actriz danesa de teatro, cine y televisión, conocida internacionalmente por interpretar a Birgitte Nyborg en la serie Borgen. Ha sido galardonada con el premio César a la mejor interpretación secundaria con la película  El juez (L’Hermine).

## Biografía
Sidse comenzó su educación en Tanzania mientras sus padres, un fotógrafo y una maestra, eran voluntarios y terminó la educación secundaria en Europa. Tras graduarse, se mudó a Francia con el fin de pasar unos meses allí, pero finalmente se quedó durante seis años y estudió interpretación en L'École Jacques Lecoq de París entre 1987 y 1990. Tras vivir también en Nueva York, regresó a Dinamarca y se inició con obras en el teatro experimental y participaciones en algunas series de televisión.
En 1997, hizo su debut en el cine con la comedia de improvisación Let's Get Lost. La película fue un éxito y la actuación de Knudsen fue aclamada por la crítica, recibiendo los premios daneses Robert y Bodil a la mejor actriz. Un crítico alabó su «especial habilidad para retratar a la mujer moderna con su inseguridad y fortaleza». Dos años después, protagonizó la comedia romántica dirigida por Susanne Bier Den Eneste Ene, en la cual interpretó a una mujer embarazada de su marido infiel mientras ama a otro hombre. La película fue un éxito en recaudación y le valió de nuevo un galardón a la mejor actriz en los premios Robert y Bodil. En el 2000, protagonizó la comedia de improvisación Mona's Verden y en 2006,Después de la boda, que estuvo nominada al Premio Óscar en la categoría de mejor película extranjera.
Recibió reconocimiento internacional al interpretar entre 2010 y 2013 a la primera ministra ficticia Birgitte Nyborg en las tres temporadas de la serie Borgen. Sobre su papel, la actriz comentó que fue un cambio ya que su personaje era «más adulto» y que el mayor desafío fue el tener que interpretar «a la primera ministra, ser autoritaria». También dijo haber trabajado junto a los guionistas en el desarrollo de su personaje, en especial en su condición de «política mujer». Su trabajo le valió una nominación al Premio Emmy.
En 2014, participó en su primera película de producción británica The Duke of Burgundy, filmada en Hungría, con una trama alrededor de la relación de una mujer dominante con su novia. Ese año también participó en Speed walking y en la serie danesa 1864 ambientada en la Guerra de los Ducados. También ha estrenado la producción francesa El juez (L'Hermine), A Hologram for the King e Inferno, compartiendo elenco con Tom Hanks.

## Filmografía parcial
- Let's get lost (1997)
- Motello (1998)
- Den eneste ene (1999)
- Mifunes sidste sang (1999)
- Max (2000)
- Mirakel (2000)
- Monas Verden (2001)
- Dogville: The Pilot (2001)
- Fukssvansen (2001)
- Se til venstre, der er en svensker (2003)
- Villa Paranoia (2004)
- Fakiren fra Bilbao (2004)
- Efter brylluppet (2006)
- Til døden os skiller (2007)
- Blå mænd (2007/2008)
- Over gaden under vandet (2009)
- Parterapi (2010)
- Borgen (2010-2013/2022)
- Kapgang (2014)
- The Duke of Burgundy (2014)
- 1864 (2014)
- El juez (L'Hermine) (2015)
- A Hologram for the King (2016)
- Inferno (2016)[9]
- La fille de Brest (2016)
- Westworld (2016)
- Ikitie (The Eternal Road) (2017)